# تارت (فیلم)
تارت (انگلیسی: Tart) فیلمی در ژانر رمانتیک و درام است که در سال ۲۰۰۱ منتشر شد.

## بازیگران
- دامینیک سوین
- برد رنفرو
- بیجو فیلیپس
- نورا زهتنر
- میشا بارتون
- آلبرتا واتسون
- مایکل مورفی
- اسکات تامپسون
- ملانی گریفیث
- لیسی چابرت